# Solenopsis richardi
Solenopsis richardi är en myrart som beskrevs av Bernard 1950. Solenopsis richardi ingår i släktet eldmyror, och familjen myror. Inga underarter finns listade i Catalogue of Life.